# 若藤昌男
若藤 昌男（わかふじ まさお、1959年- ）は、日本のキャラクター玩具コレクター。愛媛県出身。

## 経歴
コレクターの一歩を歩み始めたのは就職後、元々は玩具ではなくアニメ、特撮ソングレコードの収集家であったという。そんな若藤が玩具収集を始めたきっかけは、レコードジャケットを見た甥っ子が発した何気ない「このヒーローの背中はどうなっているの？」という一言だった。「確かに、レコードジャケットだけでは全体像が分からない」そう思い、玩具の収集を始めた。
1978年に郵便局に就職。この頃から収集活動が本格化。給与のほとんどをコレクションにつぎ込むこともあった。
2006年、大病のため郵便局を退職。
2007年9月、アニメ特撮ファンの集まるスポットをつくりたいという想いでバー ヒーロー☆スターを開店。
2012年9月、あるローカル戦隊を「東映公認で活動していること」を評価したことがきっかけで、運営者とインターネット配信番組を始める。番組で紹介した販促用の「七色仮面」の紙製のお面は、当時一社提供スポンサーだったカバヤ食品にも残っていなかった。番組で紹介したお面をカバヤ食品に寄贈。
2016年3月、2007年から営業していたヒーロー☆スターを休業。
同年12月、休業していたバーを移転し営業を再開。
2019年4月、道後湯之町にバーを移転。

## 出演

### 新聞
- 愛媛新聞 ジュニアえひめ新聞「スマイル！ピント」（「スマイル！ピント」内コーナーヒーロー☆ミュージアム）

### YouTube
- 英雄星チャンネル